# جورجیوس والریانوس
جورجیوس والریانوس (یونانی: Γεώργιος Βαλεριάνος؛ زادهٔ ۱۳ فوریهٔ ۱۹۹۲) بازیکن فوتبال اهل یونان است.
از باشگاه‌هایی که در آن بازی کرده‌است می‌توان به باشگاه فوتبال آپولون اسمیرنیس، باشگاه فوتبال کاوالا، باشگاه فوتبال پلاتانیاس، باشگاه فوتبال او.اف.آی کرته، باشگاه فوتبال ایراکلیس ۱۹۰۸، و باشگاه فوتبال المپیاکوس اشاره کرد.
وی همچنین در تیم‌های ملی فوتبال زیر ۱۹ سال و بزرگسالان یونان بازی کرده‌است.